# Gente Pequeña
Gente Pequeña fue un suplemento dominical publicado por el periódico "Diario 16" entre 1990 y 1993.
Su primer número apareció el 11 de marzo de 1990, siguiendo el éxito de los suplementos infantiles de otros periódicos, como El Pequeño País de "El País" y Gente menuda, de "ABC".
En sus 16 páginas en color incluía las siguientes series:
| Años | Números    | Título                  | Autoría                                        |
| ---- | ---------- | ----------------------- | ---------------------------------------------- |
| 1-   | 11/03/1990 | El Barón de Munchausen  | Chiqui de la Fuente                            |
| 1-   | 11/03/1990 | Días felices            | Miguel Ángel Martín                            |
| 1-   | 11/03/1990 | Olafo                   | Dick Browne                                    |
| 1-   | 11/03/1990 | Popeye                  | Bud Sagendorf                                  |
| 1-   | 11/03/1990 | La imposible Patrulla X | Len Wein/Dave Cockrum                          |
| 1-   | 11/03/1990 | Prince Valiant          | Harold Foster                                  |
| 1-   | 11/03/1990 | Plink & Puffy           | Francisco Naranjo/Rafa Negrete/Ricardo Machuca |